# هیگاشی‌کوشیرا، کاگوشیما
هیگاشی‌کوشیرا، کاگوشیما (به لاتین: Higashikushira, Kagoshima) یک منطقهٔ مسکونی در ژاپن است که در استان کاگوشیما واقع شده‌است. هیگاشی‌کوشیرا  ۷٬۱۲۲ نفر جمعیت دارد.